# Opportunist (økologi)
Opportunist og det tilsvarende tillægsord, opportunistisk, bruges som betegnelse for dyr, som foretrækker de fødeemner, der er flest af på et givet tidspunkt og et givet sted. Det gælder f.eks. dyrearter som rotte, krage og gedde. Inden for økologien bruges ordet rent beskrivende, for denne adfærd kan give arten konkurrencefordele i forhold til andre arter.